# 红花火绒草
红花火绒草（学名：Leontopodium roseum）为菊科火绒草属的植物，是中国的特有植物。分布在中国大陆的四川等地，生长于海拔1,200米至3,000米的地区，常生于灌丛间、低山、河谷坡地、亚高山草地以及干河床上，目前尚未由人工引种栽培。